# 石田流
石田流（いしだりゅう）は、振り飛車における駒組みの一つである。三間飛車からの変化の一種で、▲7五歩（後手なら△3五歩）と突いて飛車を▲7六飛（後手なら△3四飛）と配置する構えを言う。

## 歴史

### 石田流の誕生
上方では宗無流と呼ばれ、江戸時代中期に盲目の棋士・石田検校が生み出したと伝わる。例えば、俳人の各務支考の「将棋の賦」という文章に「さて角行は物の影に扣（ひか）えて千里の外の勝を窺ふ。いづれの時よりか石田といへる馬組（こまぐみ）に、香車道に身を隠し、おほくは金銀と引組、飛車のために命を惜しまず死後の勇気をふるふより、かの仲達も遥かに恐れつべし。」とあり、明治の文豪幸田露伴がそれに付した注釈（将棋雑話）に「石田といへる馬組（こまぐみ）は石田検校の案じ出せる陣法にして、敵の未だ戦意を発せざるに乗じ、急（にわか）に突撃悪闘して我が上将を失ふも顧みず、只管（ひたすら）敵陣を粉砕するを主とする者なり。されば此段は我が角行の死して却つて敵陣の大（おおい）に乱るる様を云へるにて、三四句の中に能く石田の陣法戦略を説き尽せり」とあるように、一般にもよく知られた戦法であった。
| 9  | 8  | 7  | 6  | 5  | 4  | 3  | 2  | 1  |    |
| 香 | 飛 |    |    |    |    |    |    | 香 | 一 |
|    |    | 金 | 王 | 金 |    |    |    |    | 二 |
|    |    | 桂 | 銀 | 角 | 歩 | 桂 |    |    | 三 |
| 歩 | 歩 | 歩 | 歩 | 歩 | 銀 |    |    | 歩 | 四 |
|    |    |    |    |    |    | 歩 | 歩 |    | 五 |
| 歩 |    | 飛 | 歩 | 歩 | 銀 |    |    | 歩 | 六 |
| 角 | 歩 | 桂 |    |    | 歩 | 歩 | 歩 |    | 七 |
|    |    |    |    |    | 金 | 金 | 玉 |    | 八 |
| 香 |    |    |    |    |    |    | 桂 | 香 | 九 |

石田流対策としては棒金が有効であることもよく知られており、古川柳にも「尻から金とうたれで石田負け」（誹風柳多留、棒金で石田流が崩されて負けることと、小早川金吾（秀秋）に攻められて石田三成が関ヶ原の戦いで敗れたこととをかけた句）というものがあるほどである。
江戸時代の定跡書には既に早石田・石田本組・棒金・桂交換などの定跡が掲載されており、また当時の将棋所の棋譜には升田幸三が後に升田式石田流を思いつくヒントとなった実戦例（▲7五歩-▲4八玉と上がるもの）も存在していることが指摘されている。例えば、参考図は増川宏一著『＜大橋家文書＞の研究』（2021年）に掲載された慶長年間の初代大橋宗桂対本因坊算砂戦で、このときすでに先手宗桂の構えが石田流であり、著書の増川は石田が活躍した1640年代後半から1650年代より以前に指されているとみている。
石田は出自等はよくわかっていないが実在の人物とされ、宝永4年（1707年）刊行の『象戯綱目 巻一』に、「肥後1名　石田検校　腕前わからず」と記載されているほか、慶安年間（1648年から）の頃に指した棋戦の棋譜が残っている（1651年頃 vs. 檜垣是安戦、1650年頃 vs.広庭中書戦）。また石田が大和の源右衛門という者と角落で対戦した将棋が元禄八年（1695年）刊行の『近来象戯記大全』上巻に載っており、対局日が寛文8年（1668年）1月16日と記録されている。また石田某として『本朝盲人伝』（伝記叢書11：文部省普通学務局、大正8年（1919年）刊）に「将棋を善くす」と掲載がなされている。

### その後の展開
1970年代には升田幸三創案の升田式石田流が登場し流行を見せる（後述）。さらに2000年代には、2004年の鈴木大介による新・早石田、2007年の今泉健司による2手目△3二飛、2008年の久保利明による新手（後述）など、新しい定跡の開発が進む。2011年頃にはプロの世界でも再び流行が見られている。

## 石田流本組
| 9  | 8  | 7  | 6  | 5  | 4 | 3 | 2 | 1 |    |
|    |    |    |    |    |   |   |   |   | 一 |
|    |    |    |    |    |   |   |   |   | 二 |
|    |    |    |    |    |   |   |   |   | 三 |
|    |    |    |    |    |   |   |   |   | 四 |
|    |    | 歩 |    |    |   |   |   |   | 五 |
| 歩 |    | 飛 | 歩 | 銀 |   |   |   |   | 六 |
| 角 | 歩 | 桂 |    | 歩 |   |   |   |   | 七 |
|    |    |    |    |    |   |   |   |   | 八 |
|    |    |    |    |    |   |   |   |   | 九 |

| 9  | 8  | 7  | 6  | 5  | 4  | 3  | 2  | 1  |    |
| 香 | 桂 |    |    |    | 金 | 金 | 桂 | 王 | 一 |
|    |    |    | 銀 |    |    |    | 銀 | 香 | 二 |
|    |    | 歩 | 歩 |    | 歩 | 角 | 歩 | 歩 | 三 |
| 歩 | 飛 | 歩 |    | 歩 |    | 歩 |    |    | 四 |
|    | 歩 |    |    |    |    |    |    |    | 五 |
|    |    | 飛 | 歩 | 歩 |    |    |    |    | 六 |
| 歩 | 歩 | 桂 | 銀 | 角 | 歩 | 歩 | 歩 | 歩 | 七 |
|    |    | 金 |    |    |    | 銀 | 玉 |    | 八 |
| 香 |    |    |    |    | 金 |    | 桂 | 香 | 九 |

| 9  | 8  | 7  | 6  | 5  | 4  | 3  | 2  | 1  |    |
|    | 桂 |    |    |    | 金 | 金 | 桂 | 王 | 一 |
|    |    |    | 銀 |    |    |    | 銀 | 香 | 二 |
| 香 |    | 歩 | 歩 |    | 歩 | 角 | 歩 | 歩 | 三 |
| 歩 | 飛 |    |    | 歩 |    | 歩 |    |    | 四 |
|    | 歩 | 歩 |    |    |    |    |    |    | 五 |
|    |    | 飛 | 歩 | 歩 |    | 歩 |    |    | 六 |
| 歩 | 歩 | 桂 | 銀 |    | 歩 | 角 | 歩 | 歩 | 七 |
|    |    |    |    |    |    | 銀 |    | 玉 | 八 |
| 香 |    |    | 金 |    | 金 |    | 桂 | 香 | 九 |

飛車を7六（後手ならば3四）に、桂馬をその後ろのマスに配置する構えを言う。角道を止める振り飛車の場合、基本的に角行は端が定位置となり銀将は逆に中央へ配置することが多い（図1-A）。四間飛車やひねり飛車などからの変化においても、この形が現れることがままある。
石田流の構えは、特に香落ち戦で理想形とされている。これは飛車が△3四にあることにより香車のない1筋と下手の飛車先である2筋を守ると共に、左桂（△2一）の動きが自由になるためと言われる。居飛車穴熊対策としての石田流本組はいくつかの戦い方があり、有力な戦法としては左の金将を▲7八に置いて広く構え（図1-B）、手薄になった7筋を攻めるというものがある。
この他、対居飛車穴熊で図1-Cのように端歩を突かない美濃（▲1七歩型）にして、角を先手ならば3七に配してから7四歩と飛車のコビンを狙う｢楠本式石田流」がある。これは9一への角成から、▲1八玉から2八馬と引いて守りを鉄壁にする狙い。

## 早石田戦法
| 9  | 8  | 7  | 6  | 5  | 4  | 3  | 2  | 1  |    |
| 香 | 桂 | 銀 | 金 | 王 | 金 | 銀 | 桂 | 香 | 一 |
|    | 飛 |    |    |    |    |    | 角 |    | 二 |
| 歩 | 歩 | 歩 | 歩 | 歩 | 歩 |    | 歩 | 歩 | 三 |
|    |    |    |    |    |    | 歩 |    |    | 四 |
|    |    | 歩 |    |    |    |    |    |    | 五 |
|    |    |    |    |    |    |    |    |    | 六 |
| 歩 | 歩 |    | 歩 | 歩 | 歩 | 歩 | 歩 | 歩 | 七 |
|    | 角 |    |    |    |    |    | 飛 |    | 八 |
| 香 | 桂 | 銀 | 金 | 玉 | 金 | 銀 | 桂 | 香 | 九 |

| 9  | 8  | 7  | 6  | 5  | 4  | 3  | 2  | 1  |    |
| 香 | 桂 | 銀 | 金 | 王 | 金 | 銀 | 桂 | 香 | 一 |
|    | 飛 |    |    |    |    |    | 角 |    | 二 |
| 歩 |    | 歩 | 歩 | 歩 | 歩 |    | 歩 | 歩 | 三 |
|    | 歩 |    |    |    |    | 歩 |    |    | 四 |
|    |    | 歩 |    |    |    |    |    |    | 五 |
|    |    |    |    |    |    |    |    |    | 六 |
| 歩 | 歩 |    | 歩 | 歩 | 歩 | 歩 | 歩 | 歩 | 七 |
|    | 角 | 飛 |    |    |    |    |    |    | 八 |
| 香 | 桂 | 銀 | 金 | 玉 | 金 | 銀 | 桂 | 香 | 九 |

| 9  | 8  | 7  | 6  | 5  | 4  | 3  | 2  | 1  |    |
| 香 | 桂 | 銀 | 金 | 王 | 金 | 銀 | 桂 | 香 | 一 |
|    | 飛 |    |    |    |    |    |    |    | 二 |
| 歩 |    | 歩 | 歩 | 歩 | 歩 |    | 歩 | 歩 | 三 |
|    | 歩 |    |    |    |    | 歩 |    |    | 四 |
|    |    | 歩 |    |    | 角 |    |    |    | 五 |
|    |    | 角 |    |    |    |    |    |    | 六 |
| 歩 | 歩 |    | 歩 | 歩 | 歩 | 歩 | 歩 | 歩 | 七 |
|    | 銀 | 飛 |    |    |    |    |    |    | 八 |
| 香 | 桂 |    | 金 | 玉 | 金 | 銀 | 桂 | 香 | 九 |

| 9  | 8  | 7  | 6  | 5  | 4  | 3  | 2  | 1  |    |
| 香 | 桂 | 銀 | 金 | 王 | 金 | 銀 | 桂 | 香 | 一 |
|    | 飛 |    |    |    |    |    | 角 |    | 二 |
| 歩 |    | 歩 | 歩 | 歩 | 歩 |    | 歩 | 歩 | 三 |
|    |    |    |    |    |    | 歩 |    |    | 四 |
|    | 歩 | 歩 |    |    |    |    |    |    | 五 |
|    |    |    |    |    |    |    |    |    | 六 |
| 歩 | 歩 |    | 歩 | 歩 | 歩 | 歩 | 歩 | 歩 | 七 |
|    | 角 | 飛 |    |    |    |    |    |    | 八 |
| 香 | 桂 | 銀 | 金 | 玉 | 金 | 銀 | 桂 | 香 | 九 |

振り飛車側がスムーズに石田流に組むには、△8五歩の前に▲7八飛-▲7五歩と指しておき居飛車の飛車先を浮き飛車で受ける形を間に合わせておけばよい。しかし居飛車が早めに飛車先を決めてきた場合、振り飛車は▲7七角と上がるしかない。これを不満とみれば、▲7六歩△3四歩のあとに角道を止めず▲7五歩を突く手もある（図2-A）。
図2-Aから△8四歩なら▲7八飛と飛車を振る（図2-B）。ここで△8八角成▲同銀△4五角には▲7六角（図2-C）でよい（△2七角成ならば▲4三角成で先手が有利となる）。この手順を避けるため図2-Bから△5四歩や△4二玉と穏やかに指してくれば、振り飛車も▲6六歩と角道を止めて石田流本組に組むこともできる。これで居飛車が不利というわけではないのだが、居飛車が石田流本組に組まれるのを嫌えば図2-Bの次に△8五歩と飛車先を伸ばしてくる手があり（図2-D）、ここから三間飛車側から乱戦に持ち込む手順がある。これを早石田戦法（はやいしだせんぽう）という。
手順としては図2-Dで先手が▲4八玉と上がった後に後手が△6二銀とすれば▲7四歩と仕掛ける。△7四同歩ならば▲2二角成△同銀▲5五角で、以下△7三銀であれば▲7四飛とする。これに対して△7四銀と飛車を取る手には▲8二角成となるので、△3三角や△6四角とし、以下▲7三飛成に△5五角▲8二龍△同角▲8三飛△7二金▲8五飛成△9四角が定跡として知られている手順である。途中△6四角では▲同飛△同銀▲1五角もあり、以下△4二金や△5二玉ならば飛車の利きをさえぎるので▲2二角成があり、△3三桂や銀には▲同角左成から三枚替えとなる。ほかに△4二金や△5二玉に代えて△2四飛または△3三飛と打つ4四歩パックマンのような受け方もある。
また上記の変化では、先手番で▲4八玉の一手が入っているので、▲7三飛成のあと5五角▲8二龍△同角に▲8三飛ではなく▲8四飛もあり、△7二金ならば▲8三銀を用意する指し方もある。
このほか、▲7四歩の仕掛けで△7四同歩に対して単に▲同飛とし、以下△7三歩▲7六飛もある。△8八角成▲同銀△4五角には▲5五角△6七角成▲7九飛の展開である。
なお本来早石田は後手番で仕掛ける戦法とされる。その際上記の手順で▲4八玉（つまり△6二玉）の一手がなく居玉での仕掛けとなるが、上記と同じ手順をたどる。このほか、新鬼殺しで後手が戦法の誘いに乗らずに角交換せず△6二銀と指す場合にはこの後手番早石田の手順に合流することもできる。先手番早石田と異なり▲7七角と一手掛けているので手損になっているためで、△6二銀に以下は▲7四歩△同歩▲2二角成△同銀▲5五角である。
こうした手順を避けるため、▲4八玉△6二銀▲7四歩の仕掛けには△7二金もある。以下▲7三歩成に△同銀▲7四歩△6四銀といった手順がある。
玉を囲わずに敵陣を攻める早石田はハメ手と言われ、攻撃力が高かったため、アマチュア間で指された。しかし早くに防御方法が定跡手順化され、早石田側が不利という結論が出たため、プロの間では指されることはなく、木村義雄十四世名人に至っては石田流崩し必勝法を唱えるほどであった。

## 新・早石田
| 9  | 8  | 7  | 6  | 5  | 4  | 3  | 2  | 1  |    |
| 香 | 桂 | 銀 | 金 | 玉 | 金 | 銀 | 桂 | 香 | 一 |
|    | 飛 |    |    |    |    |    | 角 |    | 二 |
| 歩 |    | 歩 | 歩 | 歩 | 歩 |    | 歩 | 歩 | 三 |
|    |    | 歩 |    |    |    | 歩 |    |    | 四 |
|    | 歩 |    |    |    |    |    |    |    | 五 |
|    |    |    |    |    |    |    |    |    | 六 |
| 歩 | 歩 |    | 歩 | 歩 | 歩 | 歩 | 歩 | 歩 | 七 |
|    | 角 | 飛 |    |    |    |    |    |    | 八 |
| 香 | 桂 | 銀 | 金 | 玉 | 金 | 銀 | 桂 | 香 | 九 |

| 9  | 8  | 7  | 6  | 5  | 4  | 3  | 2  | 1  |    |
| 香 | 桂 | 銀 | 金 | 玉 | 金 | 銀 | 桂 | 香 | 一 |
|    | 飛 |    |    |    |    |    |    |    | 二 |
| 歩 |    |    | 歩 | 歩 | 歩 |    | 歩 | 歩 | 三 |
|    |    | 飛 |    |    |    | 歩 |    |    | 四 |
|    | 歩 |    | 角 |    |    |    |    |    | 五 |
|    |    |    |    |    |    |    |    |    | 六 |
| 歩 | 歩 |    | 歩 | 歩 | 歩 | 歩 | 歩 | 歩 | 七 |
|    | 銀 |    |    |    |    |    |    |    | 八 |
| 香 | 桂 |    | 金 | 玉 | 金 | 銀 | 桂 | 香 | 九 |

| 9  | 8  | 7  | 6  | 5  | 4  | 3  | 2  | 1  |    |
| 香 | 桂 | 銀 |    | 玉 | 金 | 銀 | 桂 | 香 | 一 |
|    | 飛 |    | 金 |    |    |    |    |    | 二 |
| 歩 |    |    | 歩 | 歩 | 歩 |    | 歩 | 歩 | 三 |
|    |    | 角 |    |    |    | 歩 |    |    | 四 |
|    | 歩 |    |    | 角 |    |    |    |    | 五 |
|    |    |    |    |    |    |    |    |    | 六 |
| 歩 | 歩 |    | 歩 | 歩 | 歩 | 歩 | 歩 | 歩 | 七 |
|    | 銀 |    |    |    |    |    |    |    | 八 |
| 香 | 桂 |    | 金 | 玉 | 金 | 銀 | 桂 | 香 | 九 |

別名を新石田流、早石田鈴木流急戦などともいう。鈴木大介は、▲7六歩△3四歩▲7五歩△8四歩▲7八飛△8五歩（図2-D）の後にいきなり▲7四歩（図4-A）と突く手はあるとして、実戦で指す。
この7手目▲7四歩は江戸期の定跡で悪手とされ、第30期名人戦でも出現したが仕掛けた升田が敗北しており、成立しない仕掛けとされていたものである。しかし、石田流の勝率が悪いことを嘆いていた鈴木が、棋士仲間と石田流の研究をしていたときに鈴木が再度研究し直したところ、仕掛けとして有効であることが判明したものである。▲7四歩以下は、△同歩▲同飛△8八角成▲同銀△6五角（図4-B）▲5六角△7四角▲同角△6二金▲5五角（図4-C）という進行が一例。従来は△6五角（図4-B）と合わせられ、先手失敗とされていたが、以下、△7三歩▲5五角で▲１一角成を見せる手が発見され、仕掛けが有効だと判明した。次の▲1一角成を受けるには△1二飛と打つしかなく、△3四角と一歩得して先手十分。鈴木はこの新戦法開発により第32回升田幸三賞（2005年）を受賞している。同様の将棋が鈴木挑戦者で第77期棋聖戦でも登場した。
また鈴木に影響を受けた久保利明は、▲4八玉△6二銀から▲7四歩と仕掛ける久保流急戦を考案。この局面で後手△7二金に対して指した新手▲7五飛で、同じく升田幸三賞を受賞した（駒組みは久保利明の記事を参照）。
この他久保は▲7四歩△同歩に▲4八玉と指す新手も披露。久保新手▲4八玉はあわよくば2八まで囲う手を狙っている。そして先に突き捨てることにより、△6二銀～△7二金とさせない効果を狙っている他に、△7二飛と歩を取らせない手には▲7六飛と浮く。△8八角成▲同銀△4五角は▲5五角を用意している。
さらに▲7四歩△同歩に▲5八玉という稲葉陽の新手も出現している（この手を発見したのは当時奨励会員だった都成竜馬）。この稲葉新手▲5八玉はこの玉型、中住まいのままで駒組をして戦う将棋を思考している。これに対し、後手も△6二銀とし一歩取らせる作戦がみられる。
稲葉新手については森内俊之, 渡辺明, 谷川浩司他『トップ棋士頭脳勝負: イメージと読みの将棋観 3』（日本将棋連盟、2014年）で局面の検討がなされている。久保は作戦としては このメリットは▲7六飛の途中下車なく一手で▲7四飛と指せる可能性があるが、居飛車も指しこなす振り飛車党向きの指し方であるとしている。場合によっては4八から3八へと玉を移動させることもできるが、このまま戦いになる可能性もあると純粋振り飛車党では指しにくいとしている。佐藤康光は、後手が咎めにいくなら△7二飛であるが、以下▲2二角成△同銀▲8三角に△5四角や5五角で、5五角以下は▲7二角成△同銀▲8八銀△8三銀▲7九金で一局。▲5八玉に△3二金▲7四飛△4二玉と進める手はあるとしているが、広瀬章人は手順に違和感があり、この手順では歩損でやりにくいとしている。谷川浩司は弟子（都成竜馬）に研究会で指されたが、こういう将棋ばかりを研究していては考え方の幅が狭くなるからいけないと言ったとしている。なお、咎めるなら前述佐藤の指し方で 、▲8三角に代えて▲5五角ならば△3三角、穏やかに指すならば△3二金で一局である。森内俊之も穏やかになら△3二金で、以下▲7四飛△4二玉で何事もなく一局だが、先手がわざわざ指す順かどうかであるという。△7二飛から△5四角の指し方は以下乱戦が予想されるが息の長い将棋になるとしている。そして△4五角の防ぎなら▲4八玉の方が良く、これに△7二飛は▲7六飛に、△8八角成から4五角に代えて△8二銀ならば▲8六歩で穏やかである。
また、図4-Aから▲7四歩とせず▲7六飛といきなり浮く菅井竜也の新手「菅井流▲7六飛早浮き型」がある。これには△8八角成▲同銀に△4五角は▲6六飛△2七角成▲7四歩～5五角があるので、△8八角成▲同銀△3二銀が最善策とされている。
菅井新手は2010年に指されたが、菅井は著書で、既に江戸時代に指されているとしている。大正時代に出版された阪田三吉が師である幕末の棋士小林東伯斎から伝えられた定跡をまとめた将棋定跡本『将棋秘手』にて、この7手目▲7六飛の変化にも触れられているほか、1734年（享保19年）の香落、上手 三代伊藤宗看 VS 下手 有村印理 戦で上手の宗看が、将棋名家手合四十五番目、1843年（天保14年）先手 上野房次郎 VS 後手 庄川安五郎 戦で後手の庄川が指している。また、1906年（明治39年）大阪で行われた先手 吉田一歩 vs 後手 坂田三吉 戦で先手の吉田が、1975年（昭和50年）の新人王戦決勝戦三番勝負第2局、先手 桜井昇 vs 後手 森安秀光 戦で後手の森安が指している。ただし後手番での2局では先手の▲4八銀が入っているので、角交換後の▲6五角に△4四飛が振り飛車の成りこみを狙った先手にはならず、△3六歩も先手番石田流とは違い手順に受けられる。

## 升田式石田流
| 9  | 8  | 7  | 6  | 5  | 4  | 3  | 2  | 1  |    |
| 香 | 桂 | 銀 | 金 | 王 | 金 | 銀 | 桂 | 香 | 一 |
|    | 飛 |    |    |    |    |    | 角 |    | 二 |
| 歩 |    | 歩 | 歩 | 歩 | 歩 |    | 歩 | 歩 | 三 |
|    |    |    |    |    |    | 歩 |    |    | 四 |
|    | 歩 | 歩 |    |    |    |    |    |    | 五 |
|    |    |    |    |    |    |    |    |    | 六 |
| 歩 | 歩 |    | 歩 | 歩 | 歩 | 歩 | 歩 | 歩 | 七 |
|    | 角 | 飛 |    |    | 玉 |    |    |    | 八 |
| 香 | 桂 | 銀 | 金 |    | 金 | 銀 | 桂 | 香 | 九 |

升田幸三実力制第4代名人が考案した駒組みである。また、その戦法のことを升田式早石田（ますだしきいしだ）と呼んでいる。

### 鮮烈な登場
当時ハメ手だった早石田を改良したもので、その登場は将棋界に大きな衝撃を与えた。ハメ手として軽んじられていた戦法を1971年4月の第30期名人戦七番勝負第2局の大舞台で使うというだけでも衝撃的であったが、振り飛車であるにもかかわらず角道を止めず、当時はタブーとされていた角交換を行ってしまうという驚くべき手法であったからである。そして升田はこの戦法を用いて常勝不敗の大山康晴名人（当時）に勝利。駒組みの分かりやすさもあってアマチュアで大流行し、当時は縁台将棋では先手後手ともに升田式石田流となる相升田式という珍将棋まで登場した。
名人戦第2局は升田先手番で、初手から▲7六歩△3四歩▲7五歩△8四歩▲7八飛△8五歩▲4八玉と進むと、実戦は以下▲7六飛と石田流に進めた先手が作戦勝ちとなり、押しきる。続く第3局、初手からの進行は▲7六歩△3四歩▲2六歩△3五歩▲2五歩△3二飛と、後手でも石田流を目指した。その次の局（第30期名人戦七番勝負第3局）で後手番の升田幸三が使ったことによって先手のみの定跡だった早石田が後手でも使えることが判明した。この第30期名人戦はフルセットの末、大山康晴が防衛したが、その7局のうち5局が升田式石田流であった。初手から▲7六歩△3四歩に▲7五歩がその出だし。△8四歩▲7八飛△8五歩に飛車先を放置して▲4八玉と上がる。ここから早石田が升田式となるのであるが、あとは玉を美濃に囲っていく。後手が途中△8六歩▲同歩△同飛とくれば、▲2二角成△同銀▲7七角、もしくは▲8八飛で対応可能である。
升田式石田流の基本となる駒組みとして、▲7八金とこちらに金を使うのは下町流三間飛車同様、角の打ち込みを消している意味である。次に▲7七桂と跳ねて△4四歩なら▲8五桂を狙う攻めがある(△同飛は▲9六角)。ただし、▲7七桂と跳ねると▲8八銀を使いにくいのがネックである。これは後述のとおり▲7七銀も有力であって、こちらの手の狙いは△4四歩には▲6六銀～5五銀と中央に繰り出す手、または▲8六歩△同歩▲同飛と強く飛車交換を目指す攻めが考えられる。いずれも軽快に動いていくのが狙い。▲7七桂型は後述のとおり▲9六角が狙いの一手で、△9四角と飛車先の歩を守る手を指しても▲8五桂△同角▲8六飛で、今度は角取りが受からない。したがって名人戦第2局では▲9六角に後手は△5四角とし、以下▲4六飛△7四歩と進んだ。升田はのちに「昔から後手番の石田流は悪いとされてきたが、本当にそうなのかどうか、疑念をいだいていた。それに、悪いといわれるとやってみたくなるのが私の性分である。もちろん悪いから指すのではない、自分で納得することが前提なのである」と著書で書いている。
早石田に対して後手居飛車側が図3で△8六歩▲同歩△同飛は▲7四歩があり、以下△7四同歩は▲2二角成△同銀▲9五角の王手飛車、△6二銀も▲2二角成△同銀▲7七角の両取りがある。7四歩を手抜いて△8七飛成は▲7三歩成△同桂▲2二角成△同銀▲7三飛成（▲5五角は△3三角）△8九竜▲9八角で居飛車が特段有利な展開にはならない。そこで△8六歩を保留し△6二銀とすると、上記図2-Dのときと同じように▲7四歩△同歩▲2二角成△同銀▲5五角△7三銀▲7四飛△6四角▲7三飛成△5五角▲8二龍▲同角と進めると今度は▲8四飛がある。先手の玉が4八に移動しているので△9五角の切り替えしが利かなくなっている。以下△7二金に▲7三歩△同桂▲8三銀が生じている。したがって、△6二銀▲7四歩に△7二金▲7三歩成△同銀と応じる必要がある。局面的には先手が▲7八飛と▲4八玉の二手しか指していないことになるが、居飛車側は六手指している勘定になる。このほか、△8六歩▲同歩△同飛▲7四歩に△8七飛成もあり、以下▲7三歩成は△6七龍▲6八金△7八龍▲同金△8八角成▲同銀△7三桂とし、▲5五角であると△7五飛▲7七角に△6五桂が利く他、▲7四歩も△7五飛の返しがある。
| 9  | 8  | 7  | 6  | 5  | 4  | 3  | 2  | 1  |    |
| 香 | 桂 |    | 金 |    | 金 | 銀 | 桂 | 香 | 一 |
|    | 飛 |    | 銀 |    | 王 |    | 角 |    | 二 |
| 歩 |    | 歩 | 歩 | 歩 | 歩 |    | 歩 | 歩 | 三 |
|    |    |    |    |    |    | 歩 |    |    | 四 |
|    | 歩 | 歩 |    |    |    |    |    |    | 五 |
|    |    | 飛 |    |    |    |    |    |    | 六 |
| 歩 | 歩 |    | 歩 | 歩 | 歩 | 歩 | 歩 | 歩 | 七 |
|    | 角 |    |    |    |    | 玉 |    |    | 八 |
| 香 | 桂 | 銀 | 金 |    | 金 | 銀 | 桂 | 香 | 九 |

| 9  | 8  | 7  | 6  | 5  | 4  | 3  | 2  | 1  |    |
| 香 | 桂 |    | 金 |    | 金 | 銀 | 桂 | 香 | 一 |
|    | 飛 |    |    |    |    | 王 |    |    | 二 |
| 歩 |    | 歩 | 銀 | 歩 | 歩 |    | 歩 | 歩 | 三 |
|    |    |    | 歩 |    |    | 歩 |    |    | 四 |
|    | 歩 | 歩 |    |    |    |    |    |    | 五 |
|    |    | 飛 |    |    |    |    |    |    | 六 |
| 歩 | 歩 |    | 歩 | 歩 | 歩 | 歩 | 歩 | 歩 | 七 |
|    | 銀 | 金 |    |    |    | 銀 | 玉 |    | 八 |
| 香 | 桂 |    |    |    | 金 |    | 桂 | 香 | 九 |

| 9  | 8  | 7  | 6  | 5  | 4  | 3  | 2  | 1  |    |
| 香 | 桂 |    |    |    | 金 |    | 桂 | 香 | 一 |
|    | 飛 |    |    | 金 | 王 | 銀 |    |    | 二 |
| 歩 |    | 歩 | 銀 | 歩 | 歩 |    | 歩 | 歩 | 三 |
|    |    |    | 歩 |    |    | 歩 |    |    | 四 |
|    | 歩 | 歩 |    |    |    |    |    |    | 五 |
| 角 |    | 飛 |    |    |    |    |    |    | 六 |
| 歩 | 歩 | 桂 | 歩 | 歩 | 歩 | 歩 | 歩 | 歩 | 七 |
|    | 銀 | 金 |    |    |    | 銀 | 玉 |    | 八 |
| 香 |    |    |    |    | 金 |    | 桂 | 香 | 九 |

図3-B は図3から少し進み、先手が飛車を▲7六飛と浮いたところ。ここでは▲7四歩△7二金から▲7三歩成△同銀もしくは▲7五飛（後述）の展開もあるが、飛車を浮いた升田式の狙いは、ここから次に飛車を3六に展開して後手3四の歩をかすめ取ってしまおうというもの。このため、ここから後手居飛車側は△8八角成とし、△4二銀または△2二銀から△3三銀を用意して飛車の展開に備えることとなる。
石田流側は以下▲同銀から図3-C のような構えを見せる。図以下、先手は▲7七銀型や、▲7七桂型があり、いずれも一局。▲7七銀型は８筋から逆襲を狙っていく積極的な指し方や、▲6六銀〜▲5五銀や▲6六銀〜▲5六歩〜▲5五歩などの指し方がある。▲7七桂型の指し方もいくつかあり、▲5七銀型、▲6七銀型のバランスを重視した布陣にて、持久戦にする方法もある。この場合、左銀は８八〜７九〜６八のルートで中央に移動させていく。その他には図3-Dのように▲9六に角を添えてから▲8五角から▲8六飛からの飛車交換をみせて主導権を握る指し方がある。

### 衰退と復活
一時期は必勝の戦法とまでいわれていたが、この名人戦での第6・7局で大山康晴が見せた対応策によって手堅く受けられると打開が難しくなる点から、プロの間では一時期衰退した。創始者の升田幸三は升田式石田流や類似戦法のひねり飛車を好んで指し続けたが、体調不良により引退した後は升田式石田流はプロの間であまり指されなくなっていった。
しかし、アマチュアでは根強い人気を誇り、アマ強豪の立石勝巳のように、升田式石田流を元として立石流四間飛車を開発する者まで現れ、プロの小林健二が1994年に立石流を早指し棋戦で連採して優勝したりしたことから見直された。プロ棋士の間でも若手を中心に研究が行われ、鈴木大介・久保利明・豊川孝弘らが升田式に注目。升田式石田流では今まで▲7七桂型が普通と思われていたが、▲7七銀型も有力と見られるようになってきた。
なお、早石田は先手・後手で大きな違いが現れる。急戦法のため、一手の違いが大きく響くからで、後手の早石田は先手と比べてリスクが高かった。居飛車先手の場合は▲2六歩が入っているため、△3五歩に▲6八玉や▲5六歩とすると△3二飛に▲2二角成△同銀▲6五角の筋が利くためで、前後逆の居飛車が後手ならこのとき振り飛車側が▲8五角と打ち返しが利くが、居飛車先手の場合はこの手順が利かない。したがって、後手早石田の際に▲6八玉ならば△4四歩として以下▲2五歩△3三角となる。『イメージと読みの将棋観』（2008、日本将棋連盟）では羽生善治は△4四歩▲2五歩△3三角の順になれば先手がかなり得をしているとし、森内俊之も実践なら▲6八玉を選び、以下△4四歩▲2五歩△3三角▲7八玉で、もし△3二銀ならば▲3八銀とするという。この先手陣の構えは2002年に島朗に対して先崎学が指し、以下△4五歩に▲2六飛△8八角成▲同銀△3三銀▲3六歩△同歩▲同飛以降わずか29手で快勝している。
一方、佐藤康光は▲5六歩や▲6八玉で△4四歩と角道を止めさせる無難な指し方よりも▲2五歩△3二飛と形を決めて▲4八銀の方が相手の突いた3五の歩が伸びすぎで咎めやすいとする。谷川浩司も強く指すならその順であるとしているが、この形は手詰まりになりやすいとしている。藤井猛は後手石田流は先手が▲5六歩や▲6八玉を知っていれば手に困らず先手のほうが手も広く、一方で後手はこれという理想形がない将棋となっているとしている。平成以降2008年までの公式棋戦で後手早石田は50局指されており、先手の30勝20敗となっている。

### 4→3戦法
その後、飛車を最初から三間に振らずに、四間で途中下車する3・4・3戦法、戸辺流4→3戦法の出現で息を吹き返した。
3・4・3戦法は島朗が2002年に出版した「島ノート」で取り上げられた戦法で、▲7六歩△3四歩▲2六歩△3五歩▲6八玉に△4二飛（基本図1）とし、以下▲4八銀△6二玉▲7八玉△7二玉▲5六歩△3二飛（基本図2）が組み手順の一例。この△3五歩、△4二飛、△3二飛の頭を取って3・4・3戦法という名前がついたわけである。石田流に対する▲6五角問題を△4二飛と途中下車でクリアしたことで、後手石田党への福音となったのである。これらは後手番であえて手損をすることで先手に形を決めさせ、▲6五角問題の他に天敵である棒金にさせないようにした戦法である。その意味では後手番一手損角換わりとも通ずるところがある。
4→3戦法は乱戦を防ぎながら升田式石田流を目指すことのできる作戦。4→3戦法の4-3とは、3五を急がずいったん四間飛車に振ってから、三間飛車に振り直すことを意味している。出だしは角道オープン四間飛車と同様で、ひとまず△4二飛と振っておく。玉を動させたあと、△3二飛と飛車を振る。△7二玉まで指したことにより、▲2二角成から▲6五角の筋は消えている。△3二飛に▲2五歩なら△3五歩と突いていく。▲2四歩△同歩▲同飛なら△8八角成▲同銀△2二飛が角交換系の振り飛車ではお馴染みの反撃で充分である。▲2四歩を突かずに▲5八金右なら△3四飛と浮く。これは1手損しているが、升田式石田流の将棋となる。
基本図1までの指し手はすでに1991年に、アマチュア竜王戦の準決勝、田尻隆司対横山公望戦などで、後手の横山の指し方にみられるが、玉を美濃囲いに囲ったあとに△3二飛ではなく、△4四歩～4五歩～4四飛～3四飛としており、立石流四間飛車として指している。その後棋戦では早くには1992年の第34期王位戦予選、井上慶太対長沼洋戦で後手の長沼が4手目に4二飛から3二飛～3五歩～3四飛、の指し手がみられる。3・4・3戦法の方は島の著書から2年後の2004年第63期順位戦C級1組の神崎健二対豊川孝弘戦で、早速後手の豊川の採用がみられた。
| 9  | 8  | 7  | 6  | 5  | 4  | 3  | 2  | 1  |    |
| 香 | 桂 | 銀 | 金 | 王 | 金 | 銀 | 桂 | 香 | 一 |
|    |    |    |    |    | 飛 |    | 角 |    | 二 |
| 歩 | 歩 | 歩 | 歩 | 歩 | 歩 |    | 歩 | 歩 | 三 |
|    |    |    |    |    |    |    |    |    | 四 |
|    |    |    |    |    |    | 歩 |    |    | 五 |
|    |    | 歩 |    |    |    |    | 歩 |    | 六 |
| 歩 | 歩 |    | 歩 | 歩 | 歩 | 歩 |    | 歩 | 七 |
|    | 角 |    | 玉 |    |    |    | 飛 |    | 八 |
| 香 | 桂 | 銀 | 金 |    | 金 | 銀 | 桂 | 香 | 九 |

| 9  | 8  | 7  | 6  | 5  | 4  | 3  | 2  | 1  |    |
| 香 | 桂 | 銀 | 金 |    | 金 | 銀 | 桂 | 香 | 一 |
|    |    | 王 |    |    |    | 飛 | 角 |    | 二 |
| 歩 | 歩 | 歩 | 歩 | 歩 | 歩 |    | 歩 | 歩 | 三 |
|    |    |    |    |    |    |    |    |    | 四 |
|    |    |    |    |    |    | 歩 |    |    | 五 |
|    |    | 歩 |    | 歩 |    |    | 歩 |    | 六 |
| 歩 | 歩 |    | 歩 |    | 歩 | 歩 |    | 歩 | 七 |
|    | 角 | 玉 |    |    | 銀 |    | 飛 |    | 八 |
| 香 | 桂 | 銀 | 金 |    | 金 |    | 桂 | 香 | 九 |

| 9  | 8  | 7  | 6  | 5  | 4  | 3  | 2  | 1  |    |
| 香 | 桂 | 銀 | 金 |    | 金 | 銀 | 桂 | 香 | 一 |
|    |    | 王 |    |    |    | 飛 | 角 |    | 二 |
| 歩 | 歩 | 歩 | 歩 | 歩 | 歩 |    | 歩 | 歩 | 三 |
|    |    |    |    |    |    | 歩 |    |    | 四 |
|    |    |    |    |    |    |    |    |    | 五 |
|    |    | 歩 |    |    |    |    | 歩 |    | 六 |
| 歩 | 歩 |    | 歩 | 歩 | 歩 | 歩 |    | 歩 | 七 |
|    | 角 | 玉 |    |    | 銀 |    | 飛 |    | 八 |
| 香 | 桂 | 銀 | 金 |    | 金 |    | 桂 | 香 | 九 |